# Toona
Toona is een geslacht van struiken en bomen uit de familie Meliaceae. De soorten komen voor van China tot in tropisch Azië.

## Soorten
- Toona calantas Merr. & Rolfe
- Toona calcicola Rueangr., Tagane & Suddee
- Toona ciliata M.Roem.
- Toona fargesii A.Chev.
- Toona sinensis (A.Juss.) M.Roem.
- Toona sureni (Blume) Merr.

... · 
Aglaia · 
Azadirachta · 
Carapa · 
Khaya · 
Lansium · 
Melia · 
Sandoricum · 
Trichilia · 
Xylocarpus · 
...